# Demonax buteae
Demonax buteae är en skalbaggsart som beskrevs av Gardner 1940. Demonax buteae ingår i släktet Demonax och familjen långhorningar.
Artens utbredningsområde är Nepal. Inga underarter finns listade i Catalogue of Life.